# Wattenhoch

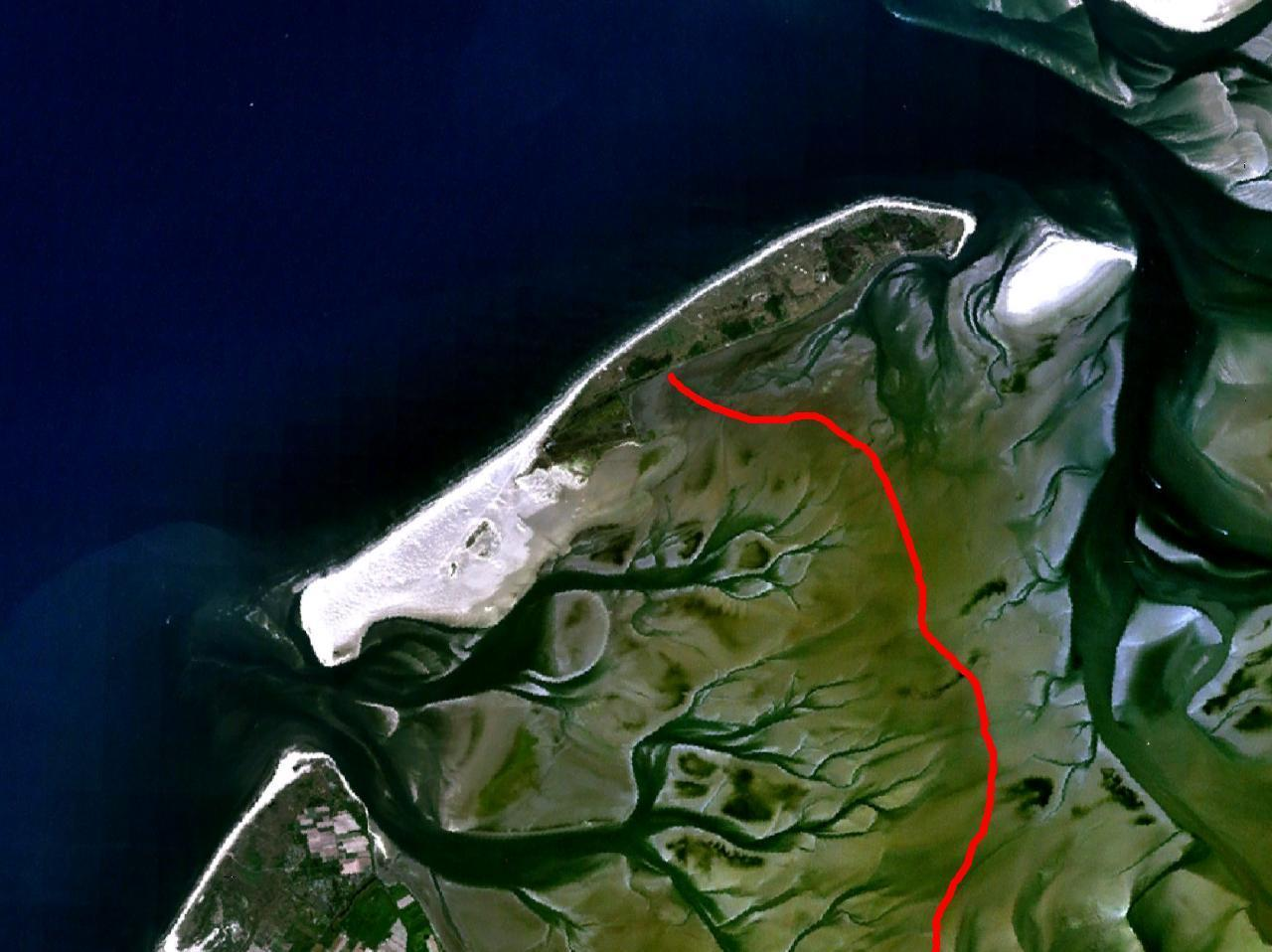
Das Vlieländer Wattenhoch

Ein Wattenhoch bezeichnet im Wattenmeer die Linie zwischen einer Insel und dem Festland, die am höchsten liegt und somit bei Ebbe als erstes trockenfällt bzw. bei Flut als letztes überspült wird. Ein Wattenhoch liegt zwischen der Küste und der ihr vorgelagerten Insel. An ihm treffen sich bei auflaufendem Wasser die durch die Seegatten der Insel von zwei Seiten auflaufenden Wassermassen, bei ablaufendem Wasser läuft das Wasser entsprechend vom Wattenhoch aus in zwei verschiedene Richtungen zurück durch die Seegatten. Das Wattenhoch ist somit eine Wasserscheide im Wattenmeer.
Da sich bei auflaufendem Wasser das von zwei Seiten in den Bereich zwischen Insel und Küste strömende Wasser am Wattenhoch trifft, herrscht hier nur eine geringe Strömung. Dadurch können Schwebstoffe besonders leicht sedimentieren, was die Ursache für die Entstehung des Wattenhochs ist.

## Bedeutung

### Schifffahrt
In der Schifffahrt ist es von großer Bedeutung zu wissen, wo sich ein Wattenhoch befindet, um feststellen zu können, in welche Richtung das Wasser auf- oder abläuft.

Ostfriesische Inseln (mit Wangerooge und Spiekeroog im Osten)

Fährt eine Segelyacht beispielsweise bei ablaufendem Wasser (Ebbe) von Wangerooge nach Spiekeroog, herrscht für die Segelyacht zunächst eine günstige Strömung, da die ablaufenden Wassermassen zwischen Wangerooge und dem Festland durch das zwischen Wangerooge und Spiekeroog verlaufende Seegatt Dove Harle Richtung offene Nordsee strömen und die Yacht mit sich ziehen. In dem Moment, in der die Segelyacht das Seegatt zwischen Wangerooge und Spiekeroog passiert, wirkt sich die Strömung ungünstig aus, denn auch die Wassermassen zwischen Spiekeroog und dem Festland strömen durch die Dove Harle in Richtung offene Nordsee, die Segelyacht muss nun also gegen die Strömung anfahren. Nachdem die Segelyacht so einige Zeit an Spiekeroog entlang gefahren ist, erreicht sie das Spiekerooger Wattenhoch. An dieser Stelle schlägt die Strömung um, die Wassermassen zwischen Spiekeroog und dem Festland strömen nun durch die Schillbalje, das Seegatt zwischen Spiekeroog und Langeoog, Richtung offene Nordsee. Die Strömung ist für die Segelyacht nun also bis zum Erreichen des Zielhafens wieder günstig.

### Wattwanderungen
Auch für Wattwanderer sind Wattenhochs von großer Bedeutung. Bei einigen Inseln ist es möglich, bei Niedrigwasser über ein trockengefallenes Wattenhoch hinweg vom Festland zur Insel zu laufen.

## Genaue Lage
In deutschen Seekarten lassen sich die Lagen der Wattenhochs mit Hilfe der Tiefenangaben ungefähr feststellen.
Im Niederländischen werden Wattenhochs als Wantij (pl.: Wantijen, wörtl. „schlechte Tide“) bezeichnet und sind in niederländischen Seekarten als Linie eingetragen.